# Sławin (gmina)
Sławin – dawna gmina wiejska istniejąca w XIX wieku w guberni lubelskiej. Siedzibą władz gminy był Sławin (obecnie dzielnica Lublina).
Za Królestwa Polskiego gmina Sławin należała do powiatu lubelskiego w guberni lubelskiej.
Gminę zniesiono w połowie 1870 roku a jej obszar włączono do gminy Konopnica.